# 匈牙利驻上海总领事馆
匈牙利驻上海总领事馆（匈牙利語：Magyarország sanghaji főkonzulátusa）是匈牙利在中华人民共和国上海设立的領事館，地址位於黄浦区中山东二路600号外滩金融中心。領事轄區為上海、江苏、浙江、安徽。

## 歷史
第一次世界大战期间，奥匈帝国和中国斷交。由於当时有數百名匈牙利人居住在上海，所以荷蘭駐上海總領事館負責處理在上海的匈牙利人事務。第二次世界大战爆发后，意大利駐上海總領事館負責處理在上海的匈牙利人事務。
居住在上海的匈牙利人當中，最著名的就是邬达克。1942年，邬达克成为匈牙利驻上海名譽領事。1943年1月，匈牙利驻上海名誉领事馆正式升級為匈牙利驻上海领事馆，負責人依然是邬达克。1945年5月，日本方面關閉了匈牙利驻上海领事馆。
中華人民共和國與匈牙利人民共和國建交後，兩國於1950年互派大使，匈牙利在北京設立匈牙利驻华大使馆。匈牙利人在上海的事务由匈牙利驻华大使馆負責。
1988年9月，匈牙利驻上海总领事馆重新开馆。1990年12月15日，匈牙利驻上海总领事馆暂时闭馆，後來再度開放。